# Cratere Behaim
Behaim è un cratere lunare di 56,21 km situato nella parte sud-orientale della faccia visibile della Luna.
Il cratere è dedicato all'astronomo tedesco Martin Behaim.

## Crateri correlati
Alcuni crateri minori situati in prossimità di Behaim sono convenzionalmente identificati, sulle mappe lunari, attraverso una lettera associata al nome.
| Behaim | Coordinate            | Diametro (in km) |
| ------ | --------------------- | ---------------- |
| B      | 16°06′00″S 76°31′12″E | 22,94            |
| BA     | 16°24′00″S 76°04′12″E | 14,3             |
| C      | 16°42′36″S 77°28′48″E | 12,18            |
| N      | 16°06′36″S 73°33′00″E | 9,92             |
| S      | 16°19′48″S 81°26′24″E | 26,68            |
| T      | 15°54′00″S 81°24′36″E | 11,3             |